# Karketu (Kampung Alor)
Karketu ist ein Stadtteil der osttimoresischen Landeshauptstadt Dili im Suco Kampung Alor (Verwaltungsamt Dom Aleixo, Gemeinde Dili).

## Geographie

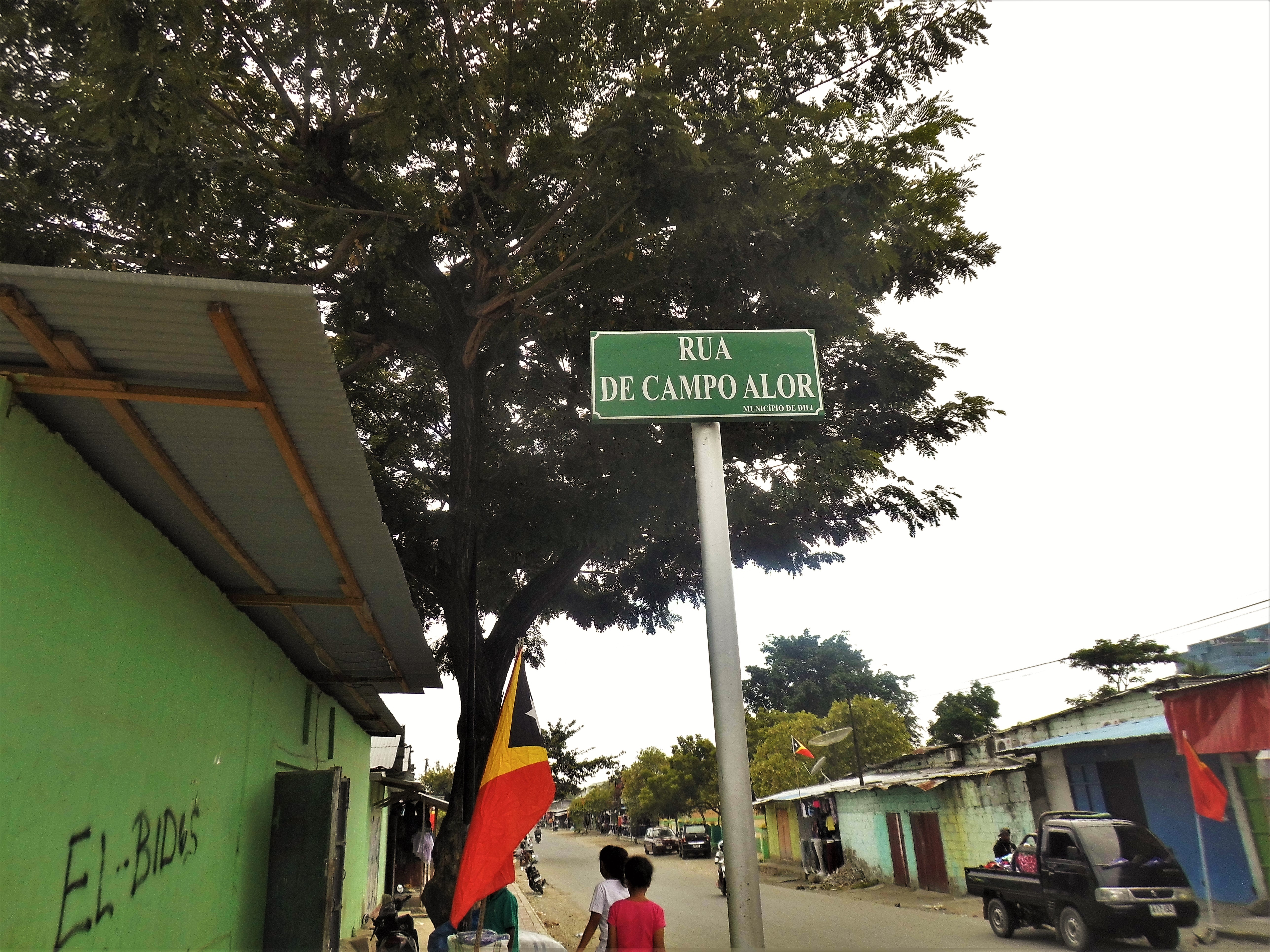
Die Rua de Campo Alor im Osten von Karketu, an der Ecke Travessa de Tuna Tasi

Karketu entspricht in etwa der Aldeia Hamahon, in der 307 Menschen im Jahr 2015 lebten. Der Stadtteil nimmt den Nordwesten des Sucos Kampung Alor ein und reicht von der Küste der Bucht von Dili, mit dem Praia dos Coqueiros, im Norden bis zum Travessa de Tuna Tasi im Süden, wo der Stadtteil Moro beginnt. Im Osten grenzt Karketu an Aitarac Laran und im Westen an den Suco Fatuhada. Entlang führt die Avenida de Portugal. Von ihr zweigen die Rua da Campo Alor und die Rua do Tubarão ab, die die Aldeia von Nord nach Süd durchqueren. Von Westen aus kommt als dritte Achse die Rua do Salmão dazu.

## Einrichtungen
Die Annur-Moschee bildet das Zentrum des Stadtteils. Sie ist die größte Moschee des Landes. Um sie herum befinden sich mehrere Bildungseinrichtungen: das Edifício Leli, die Timor Islam School Al Mufarr, die Prä-Sekundarschule und die Sekundarschule Annur.